# Yorm Bopha
Pour les articles homonymes, voir Bopha.
Yorm Bopha, née vers 1983, est une militante cambodgienne des droits fonciers, connue pour son opposition au développement autour du lac Boeung Kak. Elle est condamnée à trois ans d'emprisonnement pour « violence intentionnelle avec circonstances aggravantes » le 27 décembre 2012 conduisant plusieurs groupes de défense des droits de l'homme à manifester en sa faveur.

## Projet Boeung Kak

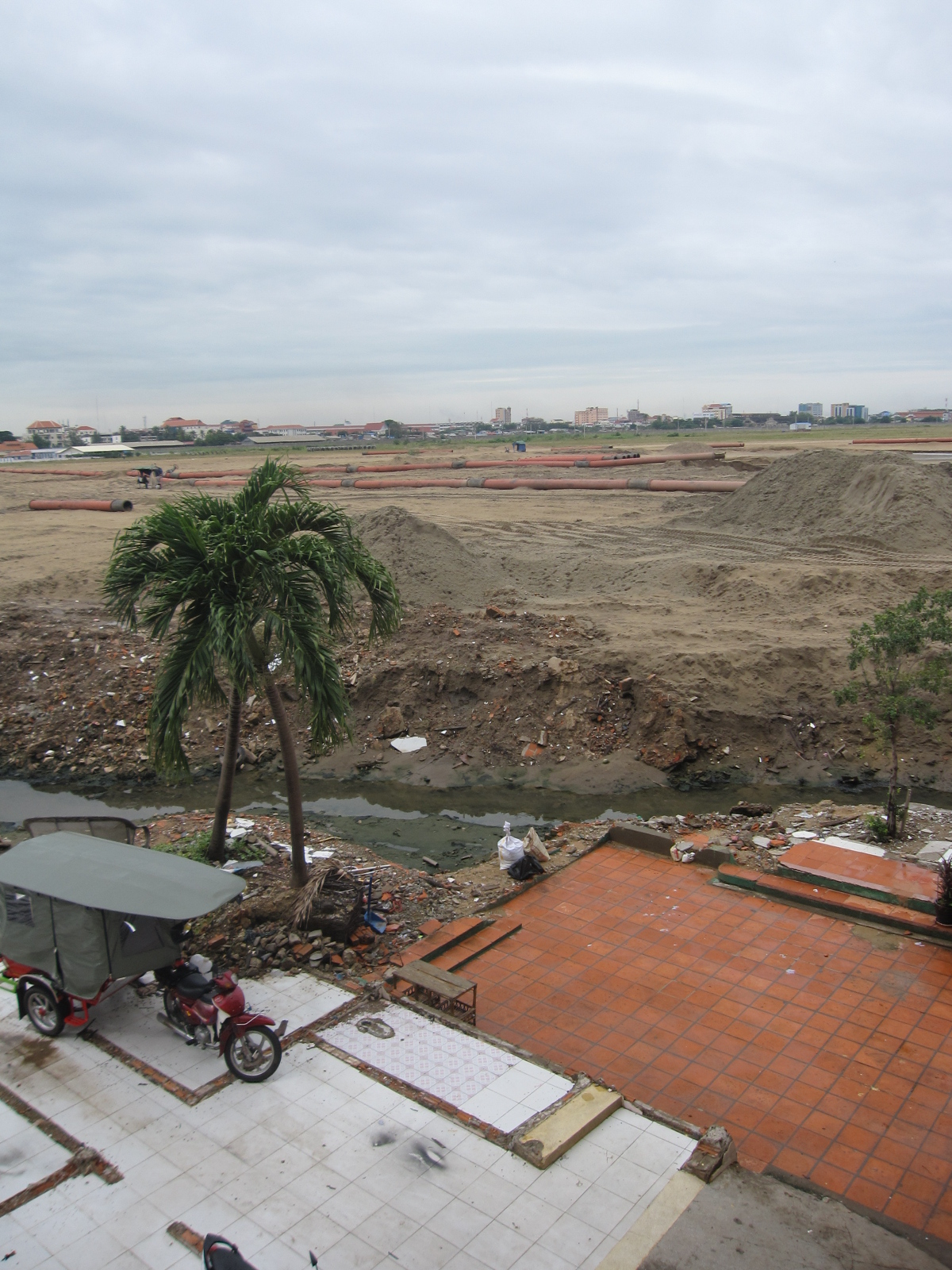
L'ancien lac Boeung Kak en octobre 2011.

En 2007, Shukaku, une entreprise détenue par un sénateur du Parti populaire cambodgien, a obtenu un bail de 99 ans pour développer la zone autour du lac Boeung Kak. Les promoteurs ont commencé à injecter du sable dans le lac, et en 2011, un journaliste de la BBC a décrit que ce qui était autrefois le plus grand lac de Phnom Penh n'est plus qu'« un peu plus qu'une flaque d'eau ».
Selon Amnesty International, plus de 20 000 habitants ont été déplacés par le développement de cette zone, au profit uniquement du sénateur et de l'entreprise qu'il possède. En 2011, la Banque mondiale a suspendu l'aide au Cambodge jusqu'à ce que la situation soit résolue.
Yorm Bopha est particulièrement active dans les manifestations en faveur des droits fonciers des résidents. En 2012, elle mène une campagne pour la liberté de treize femmes condamnées à la prison pour leur rôle dans l'une des manifestations.

## Condamnations en 2012 et 2016
Le 28 décembre 2012, Yorm Bopha a été reconnue coupable de « violence intentionnelle avec circonstances aggravantes », à la suite d'un incident en août de la même année au cours duquel elle aurait agressé deux chauffeurs de taxi,. Elle est arrêtée sans mandat d'arrêt et sans présentation d'accusations ou noms des plaignants. Elle a été condamnée même si les personnes qui ont initialement dit qu'elle « pourrait être » la personne qui avait agressé deux chauffeurs de taxi, ont finalement démenti, et dit qu'elle n'était pas l'agresseur. La police anti-émeute a encerclé le palais de justice alors qu'elle était condamnée, utilisant des matraques électriques pour retenir les manifestants. Yorm Bopha a protesté plus tard contre le jugement, disant : « C'est une injustice dans la société de l'argent et du dollar ». Ou Virak, le président du Centre cambodgien des droits de l'homme, a déclaré: « Je pense qu'avec cette affaire, le tribunal essaie d'arrêter les manifestations pour la terre ».
Amnesty International a qualifié ces accusations de « fabriquées », l'a désignée ainsi que son collègue activiste condamné Tim Sakmony comme prisonniers d'opinion, et a déclaré qu'eux deux sont « persécutés uniquement pour leur travail de défense des droits de ceux de leurs communautés qui avaient perdu leur maison par expulsions ». L'Organisation mondiale contre la torture et la Fédération internationale des droits de l'homme ont publié une déclaration commune appelant à la « libération immédiate et inconditionnelle des deux hommes et à la levée des accusations en suspens, car leur détention et leur harcèlement judiciaire semblent simplement viser à entraver leurs activités en faveur des droits humains et semblent être le résultat de l’exercice de leur droit à la liberté d’expression et d’association ».
Le 8 mars 2014, Yorm Bopha accorde une interview historique lors de la Journée de la femme, en disant: « Je veux pousser les femmes cambodgiennes à dire la vérité. Parce que si nous ne parlons pas, personne ne saura nos problèmes et personne ne pourra nous aider ». Le 1er décembre 2014, la Fédération internationale des droits de l'homme a publié un documentaire sur l'emprisonnement injuste de Yorm Bopha. Ce documentaire a été très critiqué par le gouvernement cambodgien dirigé par Hun Sen.
Le 28 juin 2016, Yorm Bopha est de nouveau condamnée à trois ans de prison, pour les mêmes infractions qui avaient déjà été blanchies en 2013. Elle est également condamnée à payer aux victimes 10 millions de riels (soit environ 2 500 dollars). Aucun raisonnement n'a été fourni au tribunal pour le verdict. De plus, l'ex-mari de Bopha, Lous Sakhon, a également été condamné à payer 10 millions de riels. E Sophors, le président de l'Association de développement de la Confédération du Cambodge, a déclaré que la décision était « justice ». Le militant écologiste Chum Hout a déclaré : « Le tribunal cambodgien réprime toujours ceux qui sont des militants exceptionnels, tout comme dans l'affaire Yorm Bopha et les trois militants écologistes à Koh Kong ».

## Vie privée
Yorm Bopha a été mariée avec le militant Lours Sakhorn.